# Ulrich Roth (handball)
Cet article concerne un handballeur allemand. Pour le guitariste, voir Ulrich Roth.
Pour les articles homonymes, voir Roth.
Ulrich Roth, né le 15 février 1962 à Heidelberg, est un joueur allemand de handball.

## Biographie
Ulrich Roth évolue en club au SG Leutershausen jusqu'en 1982, puis au MTSV Schwabing (de) jusqu'en 1987, au TV Großwallstadt jusqu'en 1990 avant de retourner au SG Leutershausen où il termine sa carrière en 1995. Il est vice-champion d'Allemagne et vainqueur de la Coupe d'Allemagne en 1986 avec le MTSV Schwabing, champion d'Allemagne en 1990 et vainqueur de la Coupe nationale en 1989 avec le TV Großwallstadt et vice-champion d'Allemagne avec le SG Leutershausen en 1992.
Avec l'équipe nationale ouest-allemande, Ulrich Roth, qui compte en tout 151 sélections et marque 290 buts, remporte la médaille d'argent aux Jeux olympiques de 1984. Il atteint également la 7e place au Championnat du monde 1986.

## Vie privée
Ulrich Roth est le frère jumeau du handballeur Michael Roth et le fils du basketteur Oskar Roth (de). Il est aussi l'ex-mari de l'athlète Gabi Roth.
En 2009, Ulrich Roth et son frère Michael ont contracté le cancer de la prostate presque simultanément. Ils ont traité la maladie dans le livre Unser Leben – Unsere Krankheit (Notre vie - Notre maladie).